# ムワンザ県
ムワンザ県（ムワンザけん、Mwanza）は、マラウイ南部州に属する県（Mwanza district）で、中心となる都市はムワンザである。2,259 km²の面積を持ち、人口は13万8015人。

## 概要
ムワンザはモザンビークとの国境沿いの都市であり、経済は主に輸送業務から成り立っている。また、マラウイにおいて数少ない気候が柑橘系植物の栽培に適している地域であることから、長年に亘って農業経済を柑橘類 (ミカンやレモン、グレープフルーツなど) に依存してきた。しかしながら現在、柑橘類の栽培者協会であるZIPATSOの努力にもかかわらず、10年以上に亘る生産高の低下と柑橘類産業の衰退が生じている。

## 歴史
2003年にムワンザは、地方分権プログラムによってネノ（Neno）とムワンザに分割された。ネノの人口は7万5000人である。